# التحرير للبتروكيماويات
مجموعة التحرير للبتروكيماويات، هو مشروع لمصنع للبتروكيماويات في العين السخنة، بالمنطقة الاقتصادية الخاصة بشمال غرب خليج السويس، مصر. يضم المشروع أكبر وحدة وحدة تكسير تحفيزي مائع في العالم لانتاج الإثيلين وبتروكيماويات أخرى. المشروع تملكه كربون القابضة والتي كانت قد استحوذت على شركة الشرقيون للپتروكيماويات. تبلغ تكاليف هذا المشروع نحو 3.7 مليار دولار بتمويل من بنوك أمريكية وآسيوية. وستدفع وزارة البترول المصرية مبلغ 1.9 مليار دولار منها، بالإضافة لتوريد الحكومة للبروبان إلى الشركة بسعر 1 دولار للمليون وحدة حرارية بدلاً من سعر السوق البالغ 16 دولار.

## تاريخ المشروع
بعد قيام ثورة 25 يناير 2011، شهدت مصر نقص في كميات الغاز الطبيعي في السوق المحلية مع تباطؤ عمليات تنمية حقول الإنتاج، ساهم في توجيه صناعة الپتروكيماويات نحو مجالات جديدة.
كانت صناعة الپتروكيماويات في مصر تعتمد بشكل كبير منذ نشأتها علي الغاز كمادة خام نتيجة لتوافره وارتفاع الاحتياطي منه. ولكن مع نقص المتاح نتيجة ارتفاع الاستهلاك من الغاز أصبح هناك ضرورة للتوجه لمصادر أخرى.
كان من الطبيعي أن يتم استبدال مشاريع مكان أخرى مخطط لها أو التخلي عنها. ووقعت الشركة المصرية القابضة للبتروكيماويات في أكتوبر 2013 مع الشركة المصرية للغازات الطبيعية «جاسكو» وهيئة البترول، اتفاق مبادئ أساسية لشراء البروبان المتوافر لدي جاسكو والمقدر بحوالي 300 ألف طن سنوياً، لاستخدامه في إنتاج 400 ألف طن پروپلين سنوياً، وذلك في إطار توسعات الشركة المصرية للبتروكيماويات.
وحسب الدكتور ابراهيم زهران، وكيل وزارة البترول المتقاعد، فإن وزارة البترول تقوم، منذ حوالي عام 2008، بتوريد البروبان للشركة المصرية للبروبلين و البولي‌ بروبلين التابعة لمحمد فريد خميس بسعر 1 دولار لكل مليون وحدة حرارية بريطانية، في حين أن السعر العالمي لها هو 16 دولار. والبروبان تنتجه الوزارة على حساب إنتاج مصر من البوتاجاز، إذ أن النوعين تنتجهما نفس الوحدة، التي لها قدرة إنتاج اجمالية (من الغازين) ثابتة هي 200 طن يومياً. لذا فقد تزامن بدء توريد البروبان لفريد خميس مع بداية أزمات نقص البوتاجاز.

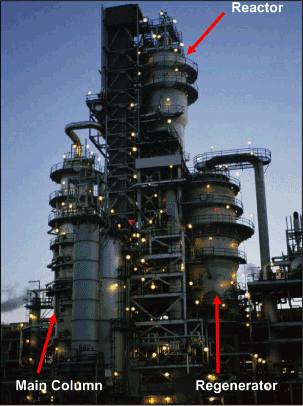
وحدة نموذجية للتكسير التحفيزي المائع في مصفاة نفط.

تبلغ التكلفة الاستثمارية لهذا المشروع مقسمة إلي جزئين المرحلة الأولي تشمل تحويل البروبان إلي بروبيلين وتتراوح تكلفتها ما بين 600 و700 مليون دولار.
هذه المادة يتم استيراد كميات كبيرة منها من الخارج لأهميتها في صناعات مثل البلاستيك وأدوات التغليف وغيرها من المنتجات التي تستخدم في حياتنا الطبيعية. ويركز المشروع في مرحلة تالية علي تحويل البروبيلين إلي عدة مشتقات. ومن المستهدف أن ينتج هذا المشروع نحو 400 ألف طن من البولي إيثيلين سنوياً. وقال مسئول في وزارة البترول والثروة المعدنية والذي فضل عدم ذكر هويته كونه غير مخول بالتحدث لوسائل إعلام، إن مصر تركز حاليا علي الاستفادة من توافر المواد الخام الرئيسية من منتجات البتروكيماويات لكي تحقق قيمة مضافة منها.

## التمويل
تبلغ تكلفة المشروع 3 مليارات دولار، ويشارك في تمويله بنك التصدير والإستيراد الأمريكي بنحو 1.5 مليار دولار، وشركة مقاولات كورية بنحو مليار دولار، وتتولى كربون القابضة المصرية توفير الرصيد الآخر للتمويل.
في نوفمبر 2013، أعلنت جنرال إلكتريك الأمريكية وكربون القابضة توقيع اتفاقية بقيمة 500 مليون دولار مع مجموعة التحرير للبتروكيماويات لتزويد مشروع مجمع تكسير النافتا بالتقنيات والدعم المالي. وتتضمن هذه الاتفاقية تزويد حلول متكاملة بما في ذلك التوربينات الغازية الحديثة والتوربينات البخارية والمولدات ومعدات فلترة المياه والآليات التوربينية للتحلية وضواغط الآليات التوربينية وغيرها من المعدات والخدمات.
وتعتبر كربون القابضة من المطورين والمشغلين الصناعيين البارزين في مصر، وتعمل على تنفيذ العديد من مشاريع الإنتاج والتسويق الخاصة بقطاع النفط والغاز في مصر. وبالإضافة إلى مشاريع تكسير النافتا والأوليفينات، تشمل قائمة مشاريع الشركة مشروع نترات الأمونيا الجاري إنشاؤه حالياً، ومشروع مصفاة جديدة.
في 19 ديسمبر 2013 فازت إس كي للهندسة والإنشاءات الكورية الجنوبية بعقد قيمته 3.6 بليون دولار من كربون القابضة لبناء مشروع التحرير، كجزء من كونسورتيوم مع لينده الألمانية.
الشركة الكورية ستتولى مسئولية إنشاء مرفق قيمته 900 مليون دولار لانتاج الپولي إثلين. وكذلك ستقوم بأعمال التصميم، المشتريات، الانشاءات في المرفق، مع التصميم الأساسي، مع تقاسم حصة في الملكية والتمويل.
وفي 28 سبتمبر 2014، أعلن وزير البترول، شريف إسماعيل، في حوار مع رويترز أن وزارة البترول المصرية ستستثمر 1.9 مليار دولار في المشروع.

## بيانات المشروع
| المالك                        | كربون القابضة |
| الموقع                        | المنطقة الصناعية في العين السخنة |
| الاستشاري الاداري للمشروع     | بتشل |
| عقود التصميم والشراء والتشييد | بكتل، لينده ألمانيا · مير تكنيمونت إيطاليا · أرخيروندون اليونان |
| الميزانية                     | 11 بليون دولار |
| بدء الانشاء (مُتوقع)           | 2019 |
| بدء التشغيل (مُتوقع)           | 2024 |
| فرص العمل                     | 20.000 فرصة عمل |
| الإنتاج المتوقع               | الإثيلين والپولي إثيلين: 1.4 مليون طن سنوياً الپروپلين: 900.000 tpa البوتادين 250.000 tpa البنزين: 350 tpa الهكسان-1: 100.000 tpa                                                                                  |
| المرافق                       | ستشمل المرافق داخل الموقع والمرافق خارج الموقع بالمجمع جزيرة المرافق، وتتضمن نظام لتحلية مياه البحر، وتكنولوجيا التناضح العكسية، ومصنع معالجة، محطة الطاقة المشتركة بين الدورات وخطوط الأنابيب والمكونات المساعدة |
| التمويل                       | بنك التصدير والإستيراد الأمريكي: 1.5 مليار دولار بنك التصدير والاستيراد الكوري: 1 مليار دولار شركة التأمين الكورية: ؟ وكالة ائتمان الصادرات الإيطالية: ؟ ممولون آخرون: باقي مبلغ التمويل.                         |

## المرافق

### وحدة التكسير التحفيزي
سيستخدم المصنع النافتا كمادة خام في عملية التكسير التحفيزي المائع لإنتاج 6 منتجات على درجة كبيرة من الأهمية الصناعية. ولاحتياج عملية التكسير التحفيزي لمصدر طاقة كهربائية عالية جداً، سيتضمن المشروع بناء محطة لتوليد الكهرباء. يضم المجمع محطات للطاقة وتحلية ومعالجة المياه، ويعمل بنظام الدورة المركبة لتوليد 300 ميجاواط ومن الطاقة. أما محطة تحلية المياه المتكاملة، التي تستخدم تقنيات الفلترة بالتناضح العكسي التي طورتها «جنرال إلكتريك»، فهي معدة لتوفير 3800 متر مكعب من المياه في الساعة.